# 吉水園
吉水園（よしみずえん）は、広島県山県郡安芸太田町にある日本庭園である。基本的には一般公開されていない。

## 概要
この地でたたら製鉄を営んでいた山師・加計隅屋の16代目当主佐々木八右衛門正任が、1781年（天明元年）に造った庭園である。現在も加計隅屋が管理する民間庭園であり、代表は24代目当主の加計正弘。加計正弘は加計慎太郎の長男で、加計正文の孫にあたる。一般公開は春と秋の土日に限られている。
広島県指定名勝。また園内に生息しているモリアオガエルは県指定の天然記念物となっている。
鈴木三重吉が小説『山彦』の構想を練った場所でもある。

## 公開
一般公開は春と秋の土日に限られている。入場時間は9：00-17：00で、料金は200円。
- 6月
  - 第1土曜日・日曜日 - かえるまつり
  - 第2土曜日・日曜日 - 春の一般公開
- 11月
  - 第2土曜日・日曜日 - 秋の一般公開、五サ一市
  - 第3土曜日・日曜日 - 秋の一般公開

## 園内
回遊式庭園。加計の中心から見て北側の丘陵に位置する。
中央に「玉壺池」、北端の山沿いにあずまや「吉水亭」を配し、西側に稲荷社・琴平社に加え金屋子神を祀る金屋子社を勧請し、南側に松林庵薬師堂、東側が表門となる。
- 吉水亭 - 天明2年（1782年）加計の森脇弥右衛門が建てた数寄屋風の入母屋造萱葺平屋、二畳と四畳の2間で構成されている[1]。裏手には吉水井と呼ばれる湧き水がある。亭内には加計隅屋の美術品が展示されている。1991年（平成3年）から2年がかりで老朽化に伴い復元工事が行われている[7]。
- 金屋子社 - たたらの神様。天明2年、出雲国比田（現安来市）の金屋子神社から勧請したもの[2]。
- 松林庵薬師堂 - 天明3年、近くの台之原から移築したもの[2]。
- 江戸モミジ
- モリアオガエル
- 山彦文学碑 - 昭和30年（1955年）加計三重吉顕彰会が結成され、昭和32年（1957年）9月28日に除幕した。高さ2m☓幅0.7m[5]。

回遊式ではあるが吉水亭からの遠景を楽しめる造りとなっており、南側を流れる太田川を見下ろすことができる。鈴木三重吉『山彦』の中で
俳人・山口誓子はここを訪れ句をいくつか残している。

## 歴史
この地は古くからたたら製鉄の盛んで、加計隅屋の本拠地であった。隅屋は江戸時代において中国地方最大手のたたら鉄山師となり、繁栄を極めた。その隅屋の当主・佐々木八右衛門正任がこの辺りの地割を用い別荘（山荘）を建てることを思いつく。
天明元年（1781年）9月、着手。まず9月17日から40日かけて池と築山から始める。天明2年（1782年）吉水亭と金屋子社を建立、天明3年（1783年）松林庵薬師堂を移築している。
天明8年（1788年）、広島藩庭の泉水屋敷（縮景園）を改修した京都庭師の清水七郎右衛門を招き入れ、3度に渡る大改修を行い、文化4年(1807年）現在の庭園の姿となった。
ここを来園した著名人は少なくない。
文化4年(1807年)つまり吉水園が改修完成した年に浅野氏広島藩8代藩主浅野斉賢は従者400人とともに、文久元年(1861年)には11代藩主浅野長訓が従者を伴い来園している。なお、清水七郎右衛門を広島藩に呼び寄せたのは斉賢の父にあたる7代藩主浅野重晟であり、斉賢も藩庭・縮景園の大改修を行っている。近代以降では、河東碧梧桐、山口誓子、鷹羽狩行、坪田譲治、湯川秀樹夫妻、岸田劉生、東山魁夷夫妻、岸信介が来園している。
昭和26年（1951年）県の名勝に指定。

## 交通
- 車
  - 中国自動車道戸河内ICから約15分
  - 中国自動車道加計BS・スマートICから約10分（大阪・広島・浜田方面の出入りのみ利用可能）
- バス
  - 広電バス三段峡線、「加計中央」バス停下車[1]
  - 加計交通、「加計中央」バス停下車[1]
  - 三段峡交通、「加計中央」バス停下車[1]

## 参考資料
- 『広島県紳士録 昭和8年版』西日本興信所、1933年。
- 人事興信所編『人事興信録 第15版 上』人事興信所、1948年。
- “吉水園の歴史”.   吉水園. 2015年4月3日閲覧。